# Kurt Jusits
Kurt Jusits (* 19. Jänner 1963 in Güssing) ist ein ehemaliger österreichischer Fußballspieler und nunmehriger -trainer.

## Karriere

### Als Spieler
Jusits spielte als Aktiver unter anderem für die SV Schwechat, den SC Eisenstadt oder den Prater SV. Sein letztes Spiel als Aktiver bestritt er im Juni 2008 für den SVS Antonshof-Kledering.

### Als Trainer
Jusits trainierte ab 2005 den viertklassigen SV Essling. Zur Saison 2005/06 wurde er Trainer des Ligakonkurrenten Favoritner AC. Nach etwa eineinhalb Jahren als Trainer des FavAC wechselte er im März 2007 zum ebenfalls viertklassigen FC Stadlau.
Im Oktober 2008 übernahm er den Regionalligisten SC Ostbahn XI. Mit Ostbahn musste er 2011 aus der Regionalliga absteigen. Daraufhin übernahm er zur Saison 2011/12 den Regionalligisten SV Stegersbach. Im November 2013 wurde er Trainer des Ligakonkurrenten Wiener Sportklub. Im Oktober 2014 trennten sich die Wiener von Jusits. Der Verein befand sich zu jenem Zeitpunkt auf dem zehnten Tabellenrang.
Im April 2015 wurde er Trainer der Amateure der SV Mattersburg. Mit diesen stieg er zu Ende der Saison 2014/15 aus der Regionalliga ab. Zur Saison 2016/17 übernahm er den viertklassigen Kremser SC. Im Juni 2017 trennten sich die Kremser von Jusits. Der Verein befand sich zu jenem Zeitpunkt auf dem dritten Tabellenplatz.
Im Juli 2017 wurde er Trainer der fünftklassigen FSG Oberpetersdorf/Schwarzenbach. Im Februar 2018 trat er als Trainer des Vereins zurück und wurde erneut Trainer des viertklassigen SC Ostbahn XI.
Im August 2018 übernahm er den Regionalligisten SC-ESV Parndorf 1919. Im Dezember 2018 wurde er Trainer des Zweitligisten SV Horn.
Im Juni 2019 trennte sich Horn von Jusits, der Verein hatte die Saison auf dem 15. Tabellenplatz beendet. Im Juli 2019 wurde er ein zweites Mal Trainer der inzwischen viertklassigen FSG Oberpetersdorf/Schwarzenbach.

## Persönliches
Sein Sohn Thomas (* 1986) ist ebenfalls Fußballspieler und wurde bei Parndorf von Kurt Jusits trainiert.